# Укрпочта
Акционерное общество «Укрпошта» (АО «Укрпошта», укр. Акціонерне товариство «Укрпошта», АТ «Укрпошта») — компания-оператор почтовой связи Украины, который является членом Всемирного почтового союза (ВПС) с 1947 года. Учредителем и единственным акционером компании является Министерство инфраструктуры страны.
«Укрпошта» насчитывает около 11 700 почтовых отделений по всей территории страны. В компании работает 63 856 работников (из них почти 37 000 — почтальоны).

## История и общая информация
Публичное акционерное общество (АО) «Укрпошта» является правопреемником Украинского государственного предприятия почтовой связи «Укрпочта» (УГППС «Укрпошта»). Входит в сферу управления Министерства инфраструктуры Украины, является национальным оператором почтовой связи Украины согласно распоряжению Кабинета Министров Украины от 10 января 2002 года.
Деятельность АО «Укрпошта» регламентируется Законом Украины «О почтовой связи» от 4 октября 2001 года, другими законами Украины, а также нормативными актами ВПС, членом которого Украина стала в 1947 году.
«Укрпочта» функционирует как самостоятельная хозяйственная единица с 1994 года, когда было образовано Украинское объединение почтовой связи «Укрпошта», которое в июле 1998 года было реорганизовано согласно Программе реструктуризации «Укрпочты», утвержденной постановлением Кабинета Министров Украины № 1 от 4 января 1998 года.

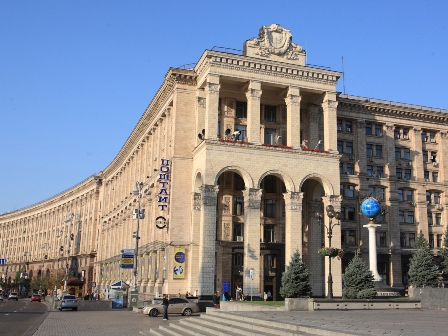
Генеральная дирекция «Укрпочты» (01001, Киев, ул. Крещатик, 22)

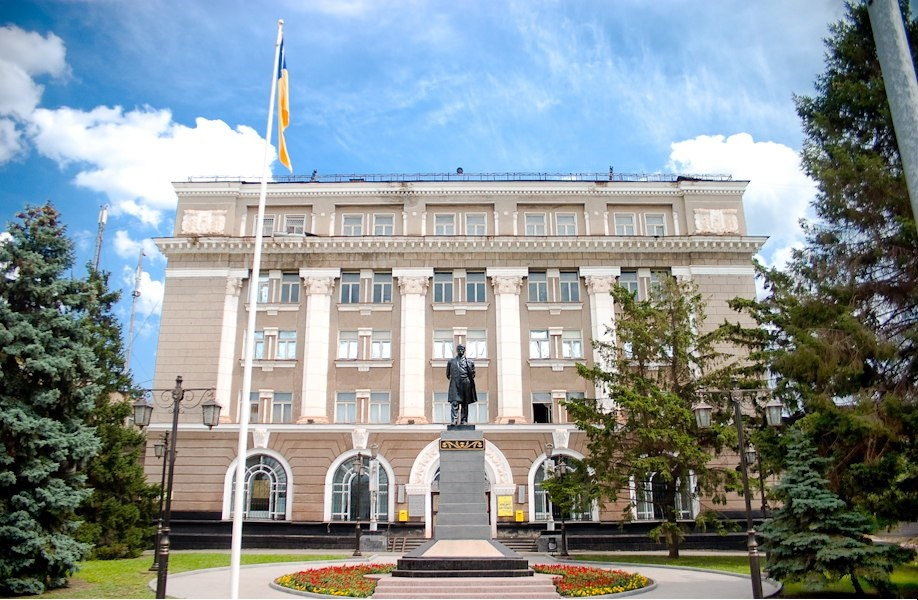
Криворожский почтамт

Показатели «Укрпошты», по состоянию на начало 2018 года:
- 12 800 почтовых отделений по всей территории страны;
- 73 тысяч работников (из них почти 31 200 — почтальоны, 11 000 — операторы почтовой связи);
- за 2017 год отправлено 186,5 млн единиц письменной корреспонденции, 21,1 млн посылок, 2,9 млн отправлений с объявленной стоимостью, выплачено 10,3 млн переводов и 68,2 млн пенсий и других видов денежной помощи;
- непосредственная доставка почты осуществляется до 14 млн абонентских ящиков;
- за 2017 год распространены по подписке и в розницу около 3500 наименований периодических изданий Украины и около 2000 наименований иностранных;
- за тот же год перевезено около 23 000 т периодики, общий пробег автотранспорта составил более 63 млн км;
- ежегодно миллионными тиражами издаются стандартные почтовые марки, около 50 сюжетов художественных почтовых марок и блоков, 140 сюжетов художественных маркированных конвертов и сюжетов немаркированной продукции.

Обеспечивают выполнение этой работы филиалы предприятия (областные, городские и специализированные дирекции).
Всего «Укрпочта» предлагает потребителям около 50 видов услуг.

## История
2 февраля 1994 года на основании решения Кабинета Министров Украины были созданы объединения «Укрпошта» и «Укрэлектросвязь», которые подчинялись тогдашнему Министерству связи Украины. В структуру «Укрпошты» вошли 26 почтамтов, 54 городских и 483 районных узла почтовой связи, 11875 сельских отделений, 98 передвижных отделений, 204 пункта почтовой связи.
В 1999 году объединение почтовой связи «Укрпочта» преобразовано в унитарное предприятие — Украинское государственное предприятие почтовой связи «Укрпошта». В том же году введена новая система почтовой индексации Украины.
Приказом министра инфраструктуры Украины от 16 февраля 2017 года с 1 марта этого же года госкомпания «Укрпочта» реорганизована в публичное акционерное общество.

### Влияние российско-украинской войны
В апреле 2014 года в связи с аннексией Крыма Россией «Укрпочта» прекратила свою деятельность в Крыму и Севастополе, а в декабре, на фоне войны на востоке Украины, ушла с территорий, подконтрольных непризнанным ДНР и ЛНР. На основе её инфраструктуры в этих регионах возникли соответственно «Почта Крыма» (с 21 апреля), «Почта Донбасса» (со 2 декабря) и «Почта ЛНР».
Начиная с 27 марта 2014 года почтовые отправления, пересылаемые УГППС «Укрпочта» с материковой части Украины, не принимаются почтовой службой Крыма и Севастополя и возвращаются обратно. При данных обстоятельствах УГППС «Укрпошта» не имеет возможности пересылать почтовые отправления на полуостров Крым. Учитывая сложившуюся ситуацию, «Укрпочтой» приостановлен приём почтовых отправлений в Крым.
С начала российского военного вторжения (2022) «Укрпошта» сразу объявила о прекращении сотрудничества с почтами России и Беларуси.
Укрпочта выпустила специальные военные марки пользующиеся ажиотажным спросом среди граждан Украины.

## Услуги

### Перечень услуг

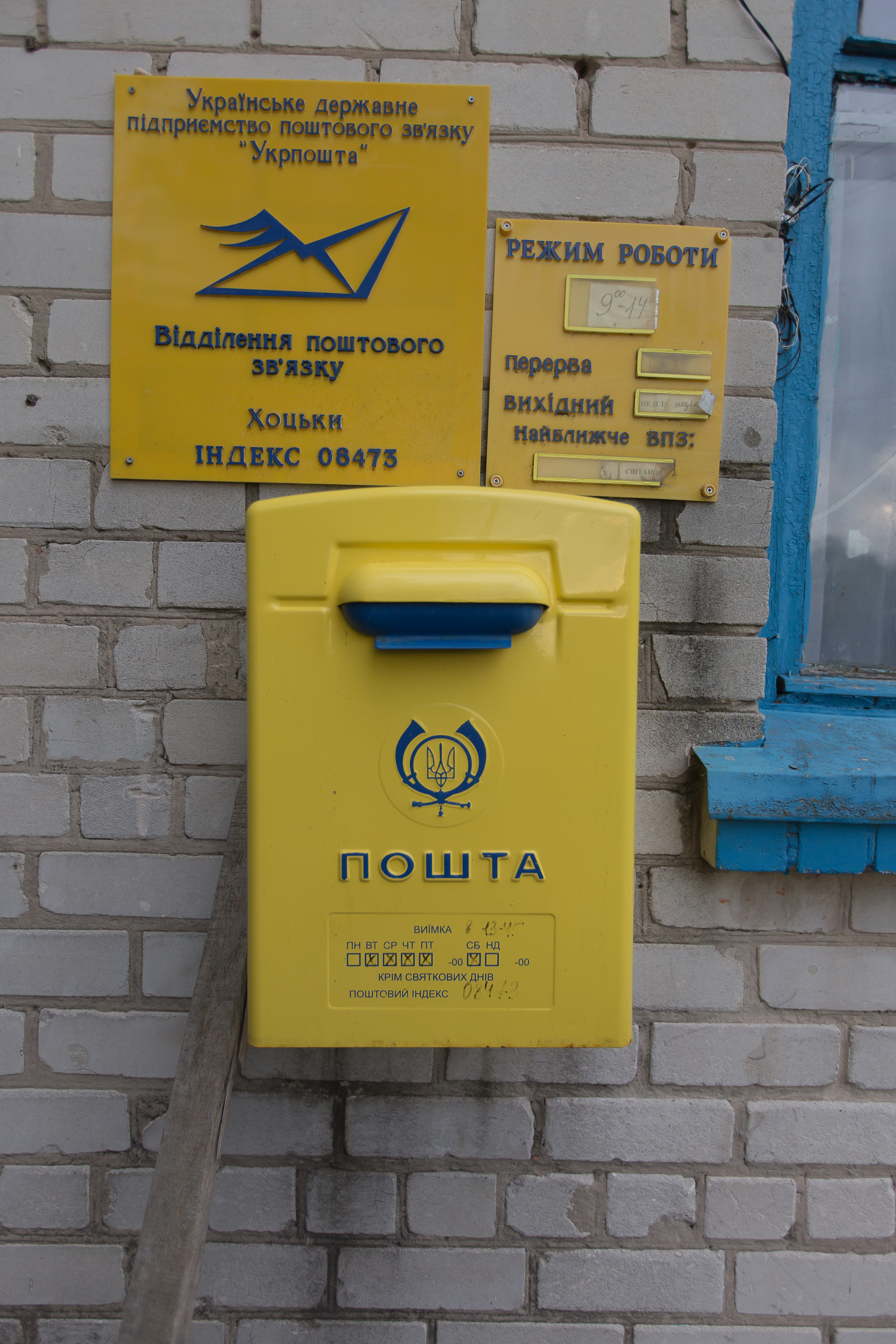
Почтовый ящик «Укрпочты» в Киевской области

Предприятие предоставляет следующие услуги:
- Пересылка внутренних почтовых отправлений:
  - почтовых карточек;
  - писем;
  - бандеролей;
  - секограмм;
  - посылок.
- Пересылка международных почтовых отправлений:
  - почтовых карточек;
  - писем;
  - секограмм;
  - бандеролей;
  - отправлений с объявленной ценностью;
  - мелких пакетов;
  - мешков «М»;
  - посылок.
- Выпуск и распространение филателистической продукции:
  - «Собственная марка»
- Сопутствующие услуги почтовой связи:
  - нахождение и/или указание почтового индекса;
  - наклеивание марок, вложение бумаги в конверт;
  - взвешивание, тарификация писем и бандеролей, отправителями которых являются юридические лица;
  - предоставление в пользование абонементных ящиков;
  - хранение, написание адреса, заполнение сопроводительной документации, розыск почтовых отправлений, приём заявления, упаковки;
  - ксерокопирование, ламинирование, сканирование;
  - сообщение — запрос о вручении почтовых отправлений (почтовых переводов);
- Подписка и распространение отечественных и зарубежных периодических изданий.
- Курьерская доставка:
  - «дверь — дверь» — курьер забирает отправление из дома/офиса и доставляет домой/в офис;
  - «дверь — склад» — курьер забирает отправление из дома/офиса, однако выдача происходит в Участке курьерской доставки и/или объекте почтовой связи;
  - «склад — двери» — приём отправлений в Участке курьерской доставки/в объекте почтовой связи, а доставка — курьером домой/в офис.
- Финансовые услуги:
  - почтовые переводы в пределах Украины;
  - почтовые переводы за пределы Украины;
  - денежные переводы по международным платёжным системам;
  - выплата и доставка пенсий, пособия;
  - приём платежей;
  - выдача наличных гривен;
  - продажа электронных ваучеров;
  - приём платежей через Интернет;
  - страхование;
  - кредиты.
- Электронный билет.
- «Е — доставка!»:
  - приём/забор, обработка и перевозка, выдача/доставка товаров от субъектов хозяйствования, которые осуществляют дистанционную торговлю на территории Украины.
- Рекламные услуги
  - доставка рекламной и информационной продукции;
  - реклама вложена издателем в собственные издания;
  - размещение рекламы в почтовых отделениях;
  - размещение рекламы в корпоративном издании.
- Печать и конвертирование.
- Аренда имущества.
- Конференц-услуги.
- Административные услуги: упрощённый доступ через почту:
  - Услуги в сфере социального и пенсионного обеспечения:
    - выдача справки о доходах (размер пенсии);
    - назначение государственной социальной помощи малообеспеченным семьям;
    - предоставление единовременной материальной помощи инвалидам и неработающим малообеспеченным лицам;
    - назначение государственной помощи незастрахованным лицам в связи с беременностью и родами;
    - назначение государственной помощи при рождении ребёнка;
    - назначение государственного пособия по уходу за ребёнком до достижения им трёхлетнего возраста;
    - назначение компенсационной выплаты физическим лицам, предоставляющим социальные услуги;
    - назначение государственной социальной помощи инвалидам с детства и детям-инвалидам;
    - назначение государственной помощи на детей, над которыми установлена опека или попечительство;
    - назначение государственной помощи на детей одиноким матерям;
    - назначение государственной социальной помощи лицам, не имеющим права на пенсию, и инвалидам;
    - назначение пособия детям, родители которых уклоняются от уплаты алиментов;
    - назначение государственной социальной помощи в связи с расходами, обусловленными погребением;
    - выплата компенсации на приобретение твёрдого топлива и сжиженного газа;
    - назначение жилищных субсидий для возмещения расходов на оплату жилищно-коммунальных услуг и приобретение сжиженного газа, твёрдого и жидкого печного бытового топлива;
    - выплата компенсации за неиспользованные путёвки на санаторно-курортное лечение и оздоровление инвалидам и некоторым категориям граждан;
    - назначение единовременного вознаграждения женщинам, которым присвоено почётное звание Украины «Мать-героиня»;
    - установка статуса и выдачи удостоверений «Ребёнок войны»;
    - установка статуса гражданам, пострадавшим вследствие Чернобыльской катастрофы и выдача удостоверения;
    - установка статуса и выдача удостоверения «Родителей и ребёнка из многодетной семьи»;
    - установка статуса и выдача удостоверения «Ветеран труда».

  - Услуги в сфере государственной регистрации актов гражданского состояния:
    - проставление апостиля на официальных документах о государственной регистрации актов гражданского состояния.

  - Услуги в сфере государственной регистрации юридических и физических лиц-предпринимателей:
    - государственная регистрация физического лица, имеющего намерение стать предпринимателем;
    - государственная регистрация изменений в сведения о физическом лице-предпринимателе, содержащиеся в Едином государственном реестре юридических лиц и физических лиц-предпринимателей;
    - государственная регистрация прекращения предпринимательской деятельности физического лица-предпринимателя по его решению;
    - государственная регистрация юридического лица;
    - государственная регистрация прекращения юридического лица в результате слияния, присоединения, разделения или преобразования;
    - государственная регистрация прекращения юридического лица в результате его ликвидации;
    - государственная регистрация изменений в учредительные документы юридического лица;
    - внесение в Единый государственный реестр юридических лиц и физических лиц-предпринимателей записи об изменениях в сведения о юридическом лице, содержащиеся в Едином государственном реестре юридических лиц и физических лиц-предпринимателей и не связаны с изменениями, которые вносятся в учредительные документы юридического лица;
    - выдача справки из Единого государственного реестра юридических лиц и физических лиц-предпринимателей.

  - Услуги в сфере государственной регистрации прав на недвижимое имущество:
    - предоставление выписки из Государственного реестра прав на недвижимое имущество;
    - выдача информационной справки из Государственного реестра прав на недвижимое имущество;
    - выдача выписки из Государственного реестра прав на недвижимое имущество.

  - Услуги отслеживания отправлений:
    - Отслеживание посылок по номеру телефона или по трек номеру на официальном сайте : инструкция

### Особенности услуг
«Укрпочта» не учитывает объёмный вес посылок, а только физический.

### Объёмы услуг

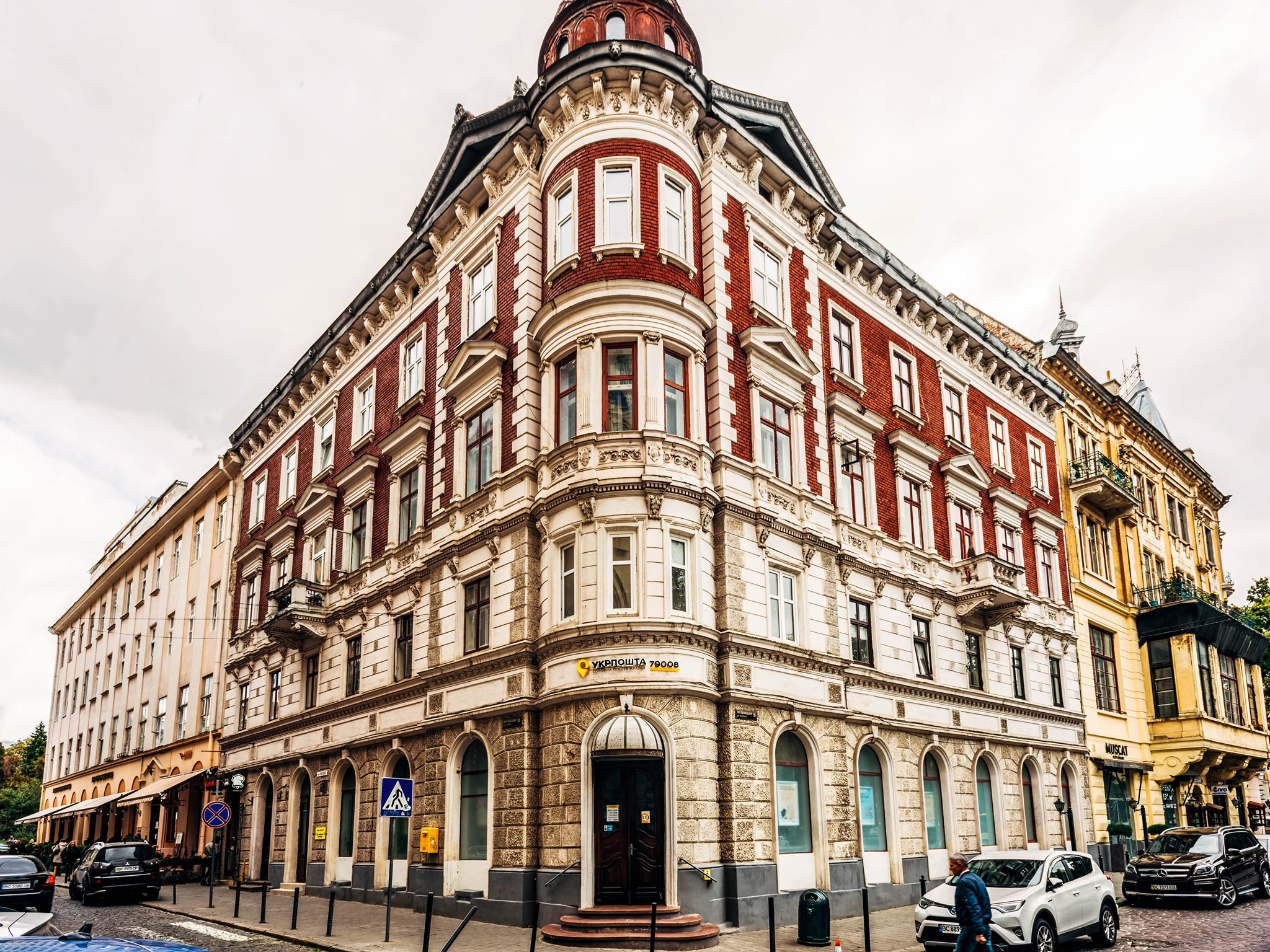
Отделение «Укрпочты», ул. Валова 14, Львов

Укрпочтой в 2009 году получено общих доходов на сумму 4,7 млрд грн., из них 2,5 млрд грн. — от услуг связи, что на 25 % превышает показатель 2008 года. Чистая прибыль «Укрпочты» составила 30,3 млн грн.
В течение 2009 года капитально отремонтировано более 100 объектов почтовой связи, введены 95 передвижных отделений почтовой связи, которые обслуживают 580 населённых пунктов, подключено к коммуникационной сети предприятия 450 объектов почтовой связи, организовано 98 новых рабочих мест для предоставление услуги по продаже электронных ваучеров и пополнение счетов абонентов подвижной (мобильной) связи, в АС «Электронный перевод» подключено 145 новых рабочих мест.
В 2016 году «Укрпочта» переслала более 700 млн единиц международных отправлений. Финансовые услуги по состоянию на начало 2017 составляют 46 % общих доходов «Укрпочты», что делает ёё лидером на Украине по доставке пенсий и приему платежей. В то же время предприятие ежегодно теряет значительную часть клиентов-пенсионеров из-за того, что в отличие от банков, работает только с наличными.
В течение 2016 года отмечался рост доходов «Укрпочты»: на 31 % — на доставке посылок, 33,6 % — на торговле, 36,4 % — на международных отправлениях, 17,1 % — на приеме платежей. В июне 2017 года руководство «Укрпочта» заявило о масштабных планах выхода в сегмент доставки в электронной коммерции. «Укрпочта» имеет самую развитую инфраструктуру на Украине и более низкие тарифы, чем у других почтовых операторов, что позволяет ей успешно конкурировать с частными почтовыми операторами, даже несмотря на более низкую скорость доставки, оставаясь наряду с «Новой почтой» лидером доставки и электронной коммерции на Украине.

## Банк
В мае 2020 года Верховной Радой в первом чтении был принят закон, позволяющий госкомпании работать как полноценный банк, но с серьёзными ограничениями (счета физлиц ограничены суммой 200 тыс. грн, юрлиц — 10 млн грн; банк не сможет сам выдавать кредиты, но может стать площадкой для других банков, на Укрпочту не распространяются требования к банковским отделениям и службам инкассации банков). Против проекта выступал Национальный банк Украины: доля государства в банковской сфере ещё до запуска этого проекта была 55 % (хотя к 2025 году планировалось снизить её до 25 % за счёт частичной приватизации госбанков), новая структура будет конкурировать с государственными же Ощадбанком и Приватбанком, в предложенном законе к Укрпочте не выдвигается требований, как к другим банковским структурам.
CEO Укрпочты Игорь Смелянский оценивал расходы по созданию банка в 120—200 млн грн, которые пойдут на создание Core Banking System. Топ-менеджер оценивал размер привлечённых депозитов к третьему году работы в 25-30 млрд грн., клиентами банка позиционировались пенсионеры, фермеры, потенциальные участники рынка земли, ОТГ, ФОПы в сфере e-commerce.
В январе 2025 г. правительство Украины передало Министерству инфраструктуре с последующей передачей Укрпочте попавший под санкции Первый инвестиционный банк (PIN Банк) российского предпринимателя украинского происхождения Евгения Гиннера .

## Руководство

### Генеральные директора
- Кравец Игорь Васильевич (май 2008 года — 16 апреля 2008 года)
- Замковая Таисия Фёдоровна (17 апреля 2008 года — 6 апреля 2010 года)
- Заяц Евгений Иванович (7 апреля 2010 года[18][19] — 1 марта 2012 года)
- Плотникова Оксана Николаевна (2 марта 2012 года)[20] — 14 июня 2013 года[21]
- Кривенко Константин Евгеньевич (17 июня 2013 года — 18 марта 2014 года)
- Солод Валерий Викторович — и. о. генерального директора (19 марта 2014 года[22][23] — 8 апреля 2014 года)
- Панькив Михаил — и. о. генерального директора (9 апреля 2014 года[24] — 19 декабря 2014 года)
- Ткачук Игорь Витальевич — и. о. генерального директора (20 декабря 2014 года — 20 апреля 2016 года)
- Смилянский, Игорь Ефимович — генеральный директор (20 апреля 2016 года — по настоящее время)

## Галерея

Эволюция логотипа «Укрпочты»
Логотип 1992—2009 годов
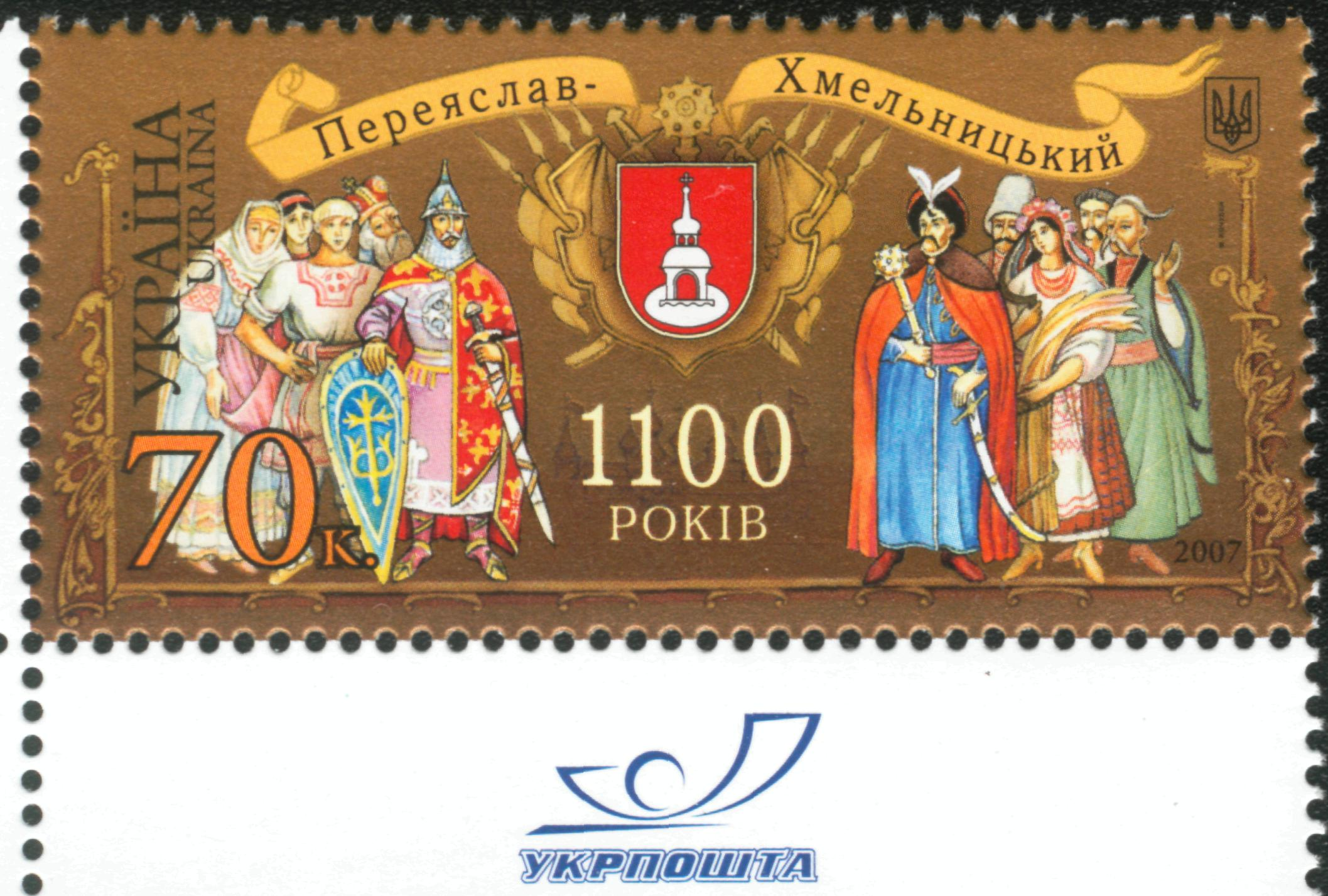
Марка Украины (2007) с логотипом «Укрпочты» на поле марочного листа (Mi #896)
Логотип 2009—2013 годов
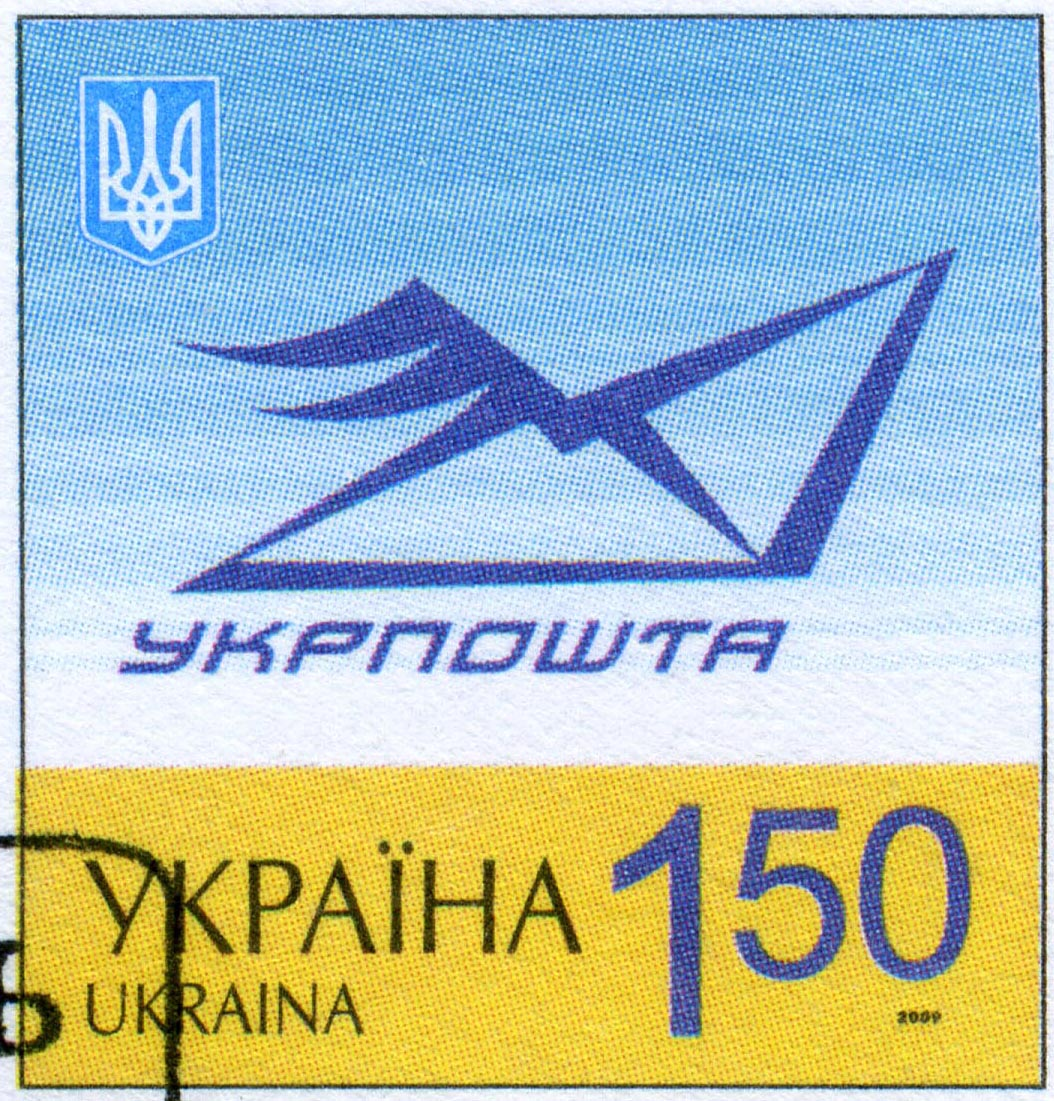
Оригинальная марка Украины «Укрпочта» (2009)
Логотип 2013—2016 годов